# Ёрш Балона
Ёрш Балона, или чешский ёрш (лат. Gymnocephalus baloni), — вид лучепёрых рыб из рода ершей (Gymnocephalus) семейства окунёвых (Percidae).

## Описание
Длина тела до 20 см (в среднем варьирует от 7,2 до 12,9 см.) Масса до 41 — 50 г. Продолжительность жизни более 5 лет. Внешне очень напоминает ёрша обыкновенного, но от него отличается рядом признаков: тело короче, высокое и массивное, несколько горбатое в передней части, сжатое с боков; голова мощная; хвостовой стебель укороченный; внешний луч спинного плавника, в расправленному состоянии располагается почти под прямым углом по отношению к линии хвостового стебля; первый колючий луч анального пловца заметно короче второго луча; на жаберной крышке два шипа. Окраска темнее, чем ёрша обыкновенного и характеризуется серовато-коричневатым общим фоном. Спина, верхняя часть головы и боков темные, пепельно- или буровато-коричневатые, бока серовато-коричневатые, брюхо грязно-серое или желтовато-серое с темными пятнами. Вдоль спины имеется 4-6 темных, обычно буроватых пятен, которые в размытом виде образуют поперечные полосы и на боках. Вдоль боковой линии идёт тёмная, нерегулярная, различной ширины и интенсивности, полоска. Жаберные крышки, спинной, хвостовой и анальный плавники с тёмными точками-пятнами.

## Ареал
Вид впервые был описан в 1974 году из Дуная в пределах Словакии и изначально считался эндемиком Дуная. Современное известное распространение вида: бассейны Дуная и Днепра.
Распространение на Украине точно не изучено — достоверно известен с низовья Дуная и из бассейна Днепра (Десна, Киевское и Кременчугское водохранилища).
На территории Белоруссии впервые был найден в среднем течении реки Припять в июле 1984 году в количестве 30 экземпляров. Встречается в реке Сож, где немногочислен.

## Биология
Пресноводная речная донная рыба преимущественно чистых, обычно с быстрым течением водоемов. Живет на глубинах более 2,5-5 м, часто до 10-15 м, вблизи обрывистых берегов, на участках с плотным песчаным или песчано-глинистым, слегка заиленным грунтом. Питается планктоном, детритом, водорослями, личинками и куколками насекомых, мелкими моллюсками и ракообразными, активно потребляет икру и молодь рыб.

## Охрана
Включен в список видов, подлежащих охране в Европе в рамках Бернской конвенции об охране дикой фауны и флоры и природных сред обитания (1979). Занесен в Красную книгу Украины (2009), а также в Красную книгу Республики Беларусь (приложение).